# Дифосфид ниобия
Дифосфид ниобия — неорганическое соединение металла ниобия и фосфора 
с формулой NbP2,
тёмно-серые кристаллы,
не растворимые в воде.

## Получение
- Спекание порошкообразного ниобия и красного фосфора:

{\displaystyle {\mathsf {Nb+2P\ {\xrightarrow {650-800^{o}C}}\ NbP_{2}}}}

## Физические свойства
Дифосфид ниобия образует тёмно-серые кристаллы
моноклинной сингонии,
пространственная группа C 2/m,
параметры ячейки a = 0,8872 нм, b = 0,3266 нм, c = 0,7519 нм, β = 119,1°, Z = 4.
Не растворяется в воде.